# Pałac w Tulinie
Pałac w Tulinie – pałac z 1904 roku na Ukrainie, w miejscowości Tulin, obecnie część Liszczyna.

## Historia
Niewielki pałac powstał w sąsiedztwie pozostałości zamku w 1904 roku dla Aleksandra Dobrowolskiego według projektu architekta Władysława Horodeckiego.

## Architektura
Wielobryłowy piętrowy pałac z wieżyczką (po lewej stronie) wybudowany w stylu neogotyckim przez Dobrowolskich. Od frontu podłużny ganek wychodzący poza obrys pałacu, zwieńczony balkonem otoczonym balustradą. Wieża i ściany dworu ozdobione attyką. 
Dawniej na Zamkowej Górze w Tulinie znajdował się warowny zamek.

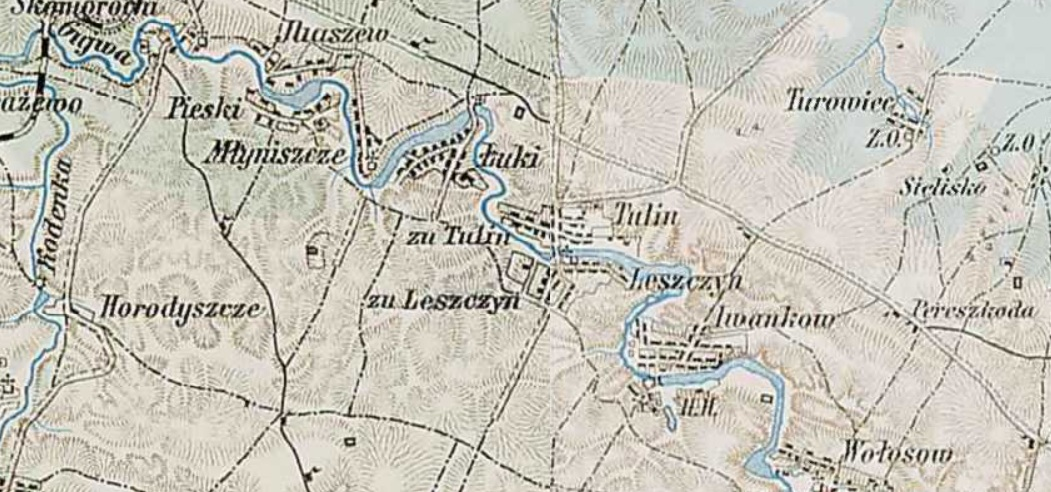
Tulin na mapie (1910)